# Johann Jacob Heidegger

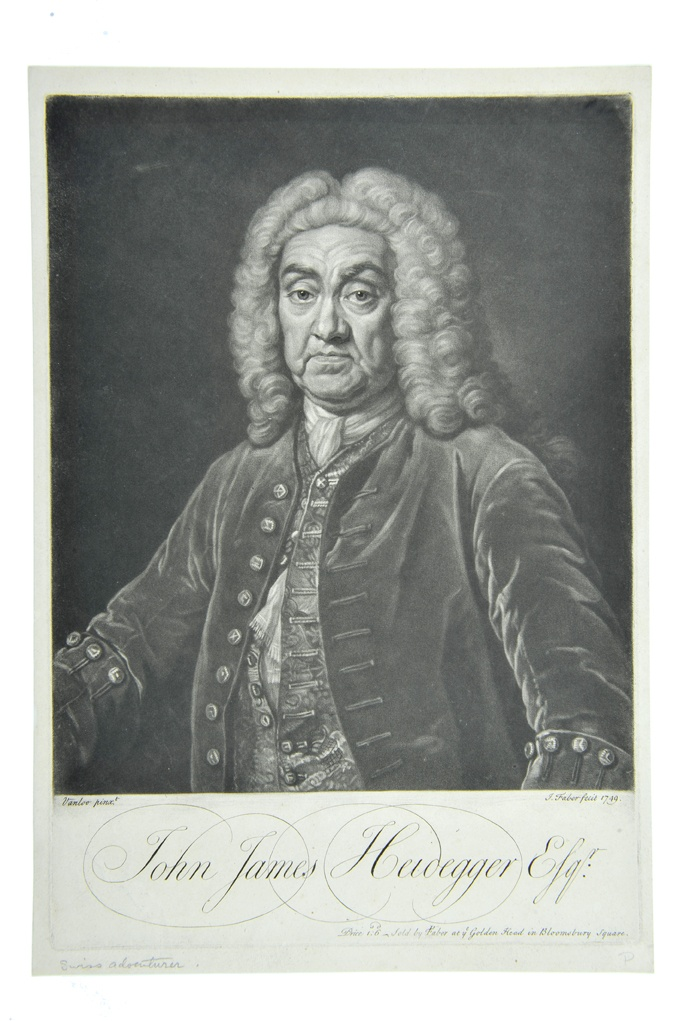
John Faber: John James Heidegger. Porträt (nach Jean-Baptiste van Loo)

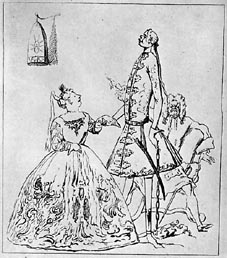
Heidegger im Hintergrund, mit Francesca Cuzzoni und Farinelli, ca. 1729. Von Joseph Goupy, nach Marco Ricci

John James Heidegger, eigentlich Johann Jacob Heidegger (* 16. Juni 1666 in Zürich; † 7. September 1749 in Richmond upon Thames) war ein Impresario in London.

## Leben
Heidegger war ein Sohn des Theologen Johann Heinrich Heidegger. Er ging um 1708 nach England und taucht 1710 als assistierender Direktor des Queen’s Theatre auf, wo er skandalträchtige Maskenbälle veranstaltete. Von 1713 bis 1738 war er kaufmännischer Direktor des inzwischen umbenannten King’s Theatre, von 1719 bis 1728 Direktor der Royal Academy of Music, des Opernunternehmens, für das Georg Friedrich Händel, Giovanni Bononcini und Attilio Ariosti komponierten.
Im Jahr 1738 zog sich Heidegger aus der Hauptstadt London bis zu seinem Tod 1749 in das nahegelegene Städtchen Richmond upon Thames zurück, wo noch um 1910 in einem Haus in der Maids of Honour Row ein „mit allerlei Schweizer Landschaften geschmücktes Zimmer“ an Heidegger erinnerte.
In Shepherd’s Bush, Richmond upon Thames, heute Greater London, ist der Straßenzug „Heidegger Crescent“ nach dem einstigen berühmten Bewohner benannt.